# Церпени (Молоковское сельское поселение)
Церпени — деревня в Молоковском районе Тверской области.

## География
Находится в восточной части Тверской области на расстоянии приблизительно 7 км по прямой на юг-юго-запад от районного центра поселка Молоково недалеко от левого берега речки Могоча.

## История
Деревня была отмечена еще на карте Менде (состояние местности на 1848 год). В 1859 году здесь (деревня Бежецкого уезда Тверской губернии) было учтено 9 дворов. До 2021 года входила в Молоковское сельское поселение до его упразднения.

## Население
Численность населения: 35 человек (1859 год), 6 (русские 100 %) в 2002 году, 1 в 2010.